# Natural American Spirit

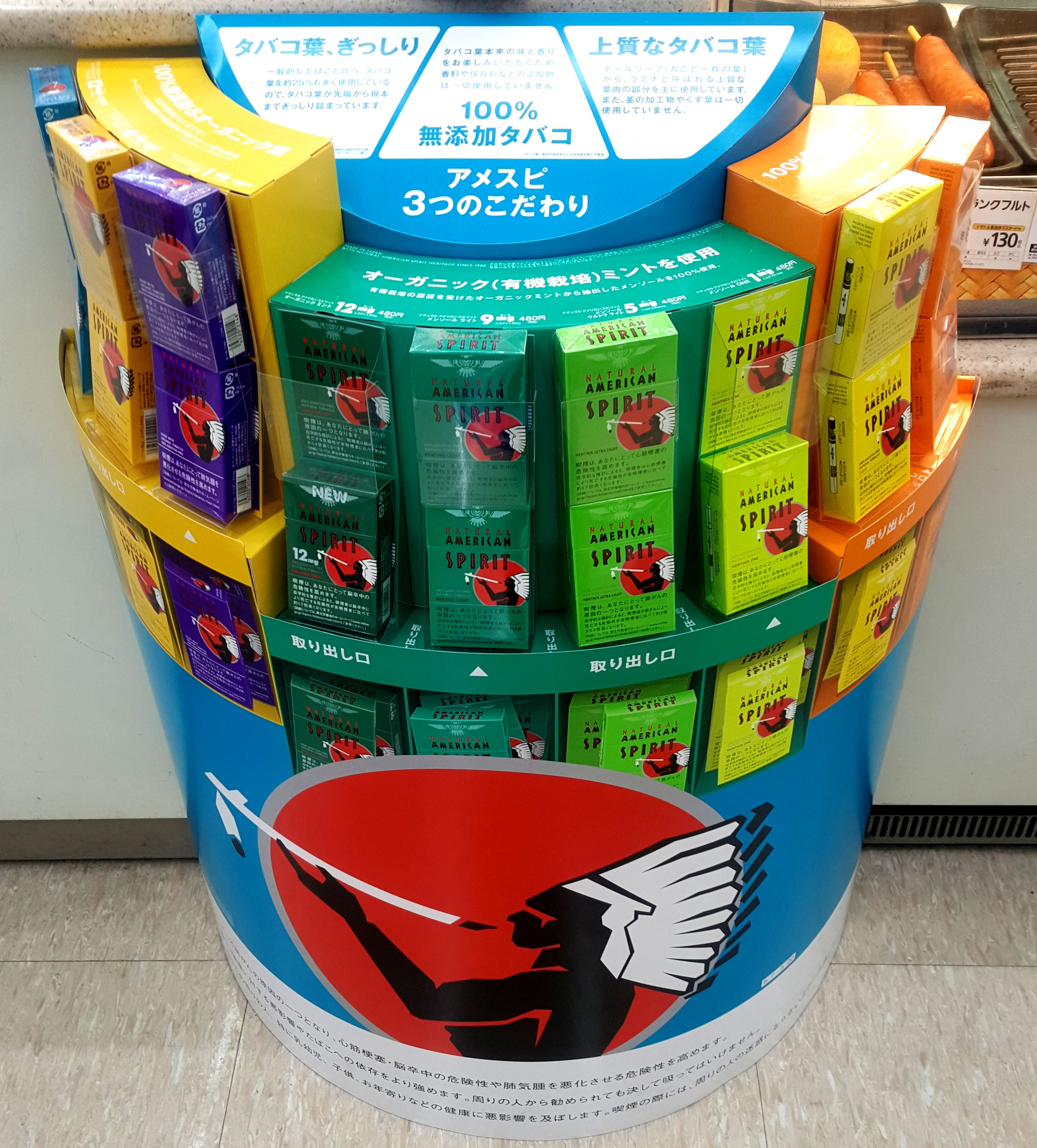
Natural American Spirit, Japan, 2018

Natural American Spirit är ett amerikanskt cigarett- och tobaksmärke som saluförs av Santa Fe Natural Tobacco Company.